# Drake White
William Drake White (3 oktober 1983, Hokes Bluff, Alabama) is een Amerikaans countryzanger.
- Gemeinsame Normdatei: 1153848368
- International Standard Name Identifier: 0000 0004 6528 6142
- MusicBrainz: 3450511f-aea9-40cd-9618-d26ca7495842
- Virtual International Authority File: 29152079091407111765